# Comișani
Comișani est une commune du județ de Dâmbovița en Roumanie.